# Kanton Rieux-Volvestre
Der Kanton Rieux-Volvestre war bis 2015 ein französischer Wahlkreis im Arrondissement Muret, im Département Haute-Garonne und in der Region Midi-Pyrénées; sein Hauptort war Rieux-Volvestre. Sein Vertreter im Conseil Régional für die Jahre 2004 bis 2010 war Adolphe Ruquet.

## Geschichte
Der Kanton hieß von 1793 bis 2009 Kanton Rieux. Mit der Umbenennung seines Hauptortes erhielt auch er den Namen Rieux-Volvestre.

## Gemeinden
Der Kanton umfasste die Wahlberechtigten aus zehn Gemeinden.
| Gemeinde                 | Einwohner Jahr | Fläche km² | Bevölkerungsdichte | Postleitzahl | Code INSEE |
| ------------------------ | -------------- | ---------- | ------------------ | ------------ | ---------- |
| Bax                      | 86 (2013)      | –          | – Einw./km²        | 31310        | 31047      |
| Gensac-sur-Garonne       | 388 (2013)     | –          | – Einw./km²        | 31310        | 31219      |
| Goutevernisse            | 171 (2013)     | –          | – Einw./km²        | 31310        | 31225      |
| Lacaugne                 | 203 (2013)     | –          | – Einw./km²        | 31390        | 31258      |
| Latrape                  | 340 (2013)     | –          | – Einw./km²        | 31310        | 31280      |
| Lavelanet-de-Comminges   | 593 (2013)     | –          | – Einw./km²        | 31220        | 31286      |
| Mailholas                | 38 (2013)      | –          | – Einw./km²        | 31310        | 31312      |
| Rieux-Volvestre          | 2591 (2013)    | –          | – Einw./km²        | 31310        | 31455      |
| Saint-Julien-sur-Garonne | 536 (2013)     | –          | – Einw./km²        | 31220        | 31492      |
| Salles-sur-Garonne       | 509 (2013)     | –          | – Einw./km²        | 31390        | 31525      |

## Bevölkerungsentwicklung
| 1962 | 1968 | 1975 | 1982 | 1990 | 1999 | 2006 |
| ---- | ---- | ---- | ---- | ---- | ---- | ---- |
| 3255 | 3131 | 2996 | 3132 | 3533 | 3950 | 4815 |